# يزن محمود الصغيري
سياسي وصحفي يمني.
والده الوزير الأسبق والمؤرخ والعالم الفلكي محمود الصغيري.

## العمل
- يشغل حالياً منصب المسؤول الإعلامي بقسم فلسطين و إنهاء الإستعمار و حقوق الإنسان في إدارة شؤون الإعلام في الأمم المتحدة في نيويورك.[1] و هو أحد اليمنيين القلائل الذين يشغلون مناصب دولية مع الأمم المتحدة.
- شغل سابقاً منصب المسؤول الإعلامي والناطق الرسمي لمكتب برنامج الأمم المتحدة الإنمائي في اليمن من عام 2006 إلى 2012.
- خلال تلك الفترة، شغل منصب رئيس فريق إعلام الأمم المتحدة في اليمن من عام 2008 إلى 2011.
- أسس ربعية "يمنيات" الإنجليزية الصادرة عن برنامج الأمم المتحدة الإنمائي في اليمن و شغل منصب رئيس تحريرها خلال فترة عمله هناك.
- كان ضمن الوفد اليمني لمؤتمر أصدقاء اليمن الذي انعقد في المملكة العربية السعودية في مايو 2012.

## الدراسة
- حاصل على درجة الماجستير من برنامج الصحافة العالمية الذي تنظمه جامعة أوريبرو السويدية بالشراكة مع جامعات استوكهولم السويدية، هلسنكي و تمبرا الفنلندتين، أوسلو النرويجية، و مدرسة الصحافة الدنماركية.
- له العديد من المقالات باللغتين العربية و الإنجليزية.